# Superbike-VM 2011
Superbike-VM 2011 kördes över 13 omgångar och 26 heat. Carlos Checa blev världsmästare för förare och Ducati för tillverkare.

## Tävlingskalender och heatsegrare
| Datum        | Bana           | Vinnare heat 1 | Märke  | Vinnare heat 2 | Märke    |
| ------------ | -------------- | -------------- | ------ | -------------- | -------- |
| 27 februari  | Phillip Island | Carlos Checa   | Ducati | Carlos Checa   | Ducati   |
| 27 mars      | Donington      | Marco Melandri | Yamaha | Carlos Checa   | Ducati   |
| 17 april     | Assen          | Jonathan Rea   | Honda  | Carlos Checa   | Ducati   |
| 8 maj        | Monza          | Eugene Laverty | Yamaha | Eugene Laverty | Yamaha   |
| 30 maj       | Miller         | Carlos Checa   | Ducati | Carlos Checa   | Ducati   |
| 12 juni      | Misano         | Carlos Checa   | Ducati | Carlos Checa   | Ducati   |
| 19 juni      | Aragón         | Marco Melandri | Yamaha | Max Biaggi     | Aprilia  |
| 10 juli      | Brno           | Marco Melandri | Yamaha | Max Biaggi     | Aprilia  |
| 31 juli      | Silverstone    | Carlos Checa   | Ducati | Carlos Checa   | Ducati   |
| 4 september  | Nürburgring    | Carlos Checa   | Ducati | Tom Sykes      | Kawasaki |
| 25 september | Imola          | Jonathan Rea   | Honda  | Carlos Checa   | Ducati   |
| 2 oktober    | Magny-Cours    | Carlos Checa   | Ducati | Carlos Checa   | Ducati   |
| 16 oktober   | Portimão       | Carlos Checa   | Ducati | Marco Melandri | Yamaha   |

### VM-ställning
Efter 26 av 26 heat:
1. Carlos Checa, 505 p. Klar världsmästare efter 23 heat.
2. Marco Melandri, 395 p.
3. Max Biaggi, 303 p.
4. Eugene Laverty, 303 p.
5. Leon Haslam, 224 p.
6. Sylvain Guintoli, 210 p.
7. Leon Camier, 208 p.
8. Noriyuki Haga, 176 p.
9. Jonathan Rea, 170 p.
10. Ayrton Badovini, 165 p.
11. Joan Lascorz, 161 p.
12. Michel Fabrizio, 152 p.